# St. Brendan's (plaats)
St. Brendan's is een gemeente (town) in de Canadese provincie Newfoundland en Labrador. De gemeente ligt op Cottel Island, een eiland voor de oostkust van het eiland Newfoundland.

## Geschiedenis
In 1953 werd het dorp een gemeente met het statuut van local government community (LGC). Door enkele algemene wetswijzigingen werd de gemeente in 1980 een community en in 1996 uiteindelijk een town.

## Geografie
De gemeente St. Brendan's beslaat de noordoostelijke helft van Cottel Island. Dat is het grootste eiland van Bonavista Bay, een grote baai aan de oostkust van Newfoundland. Aan een grote cove in het noorden van de gemeente ligt het dorpscentrum van St. Brendan's. Ten oosten van de dorpskern liggen nog de gehuchten Dock Cove en Haywards Cove. In het zuiden van de gemeente, aan de centrale zuidoostkust, ligt ten laatste nog het gehucht Shalloway Cove (alwaar de veerboten aanmeren).

## Transport
St. Brendan's is bereikbaar via de veerboot die meermaals per dag de oversteek maakt naar Burnside, een gehucht op het Newfoundlandse schiereiland Eastport. De tocht naar de outport duurt één uur.

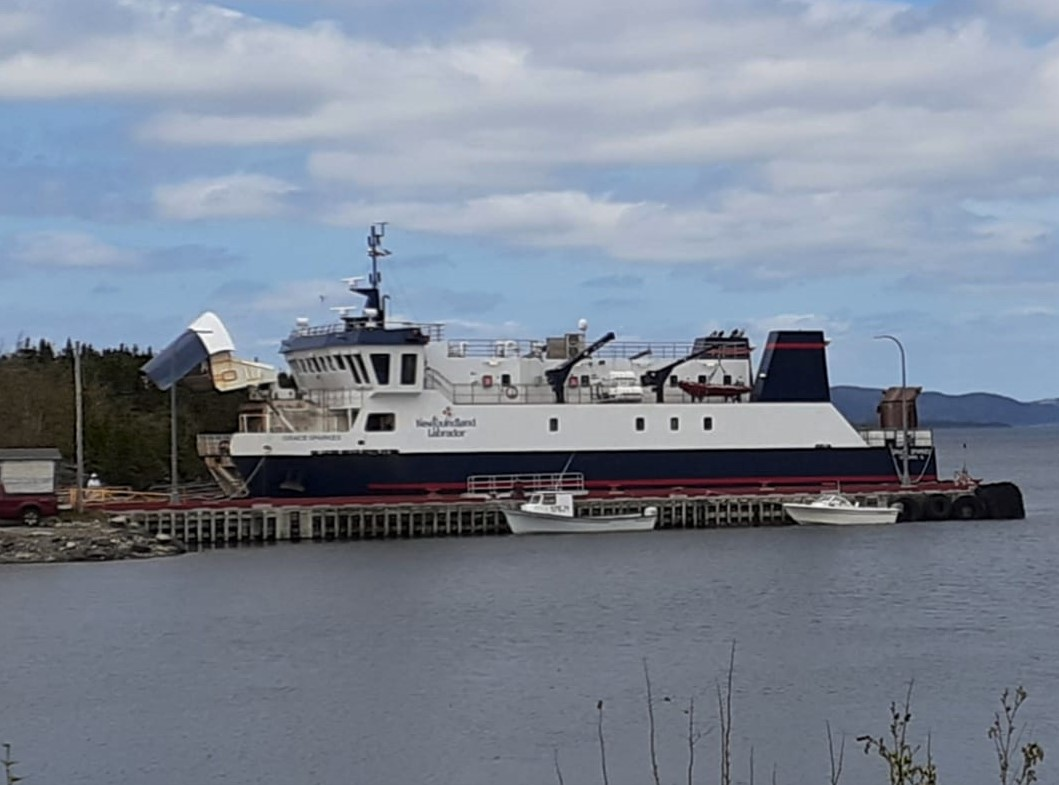
De veerboot naar St. Brendan's

## Demografie
Demografisch gezien is St. Brendan's, net zoals de meeste kleine dorpen in de provincie, aan het krimpen. Wegens zijn erg afgelegen ligging op een klein eiland zette deze trend zich er reeds vroeger en nog steviger door dan elders. Sinds 1956 heeft St. Brendan's in iedere vijfjaarlijkse volkstelling een lager inwoneraantal dan in de voorgaande. Tussen dan en 2021 daalde de bevolkingsomvang van 829 naar 125. Dat komt neer op een daling van 704 inwoners (-85%) in 65 jaar tijd.
| Demografische ontwikkeling van St. Brendan's tussen 1951 en 2021 |
| ---------------------------------------------------------------- |
|                                                                  |
| Bron: 1951–1986, 1991–1996, 2001–2006, 2011–2016, 2021           |

## Gezondheidszorg
Gezondheidszorg wordt in de gemeente aangeboden door het St. Brendan's Community Health Centre. Deze lokale zorginstelling valt onder de bevoegdheid van de gezondheidsautoriteit Central Health en biedt de inwoners uit de omgeving basale eerstelijnszorg aan.